# Halil İnalcık
Halil İnalcık (26. května 1916 Konstantinopol, Osmanská říše – 25. července 2016 Ankara) byl turecký historik, odborník na sociální dějiny Osmanské říše.
Narodil se v Konstantinopoli, v rodině krymských Tatarů, kteří opustili Krym v roce 1905. Vystudoval učitelský ústav v Balikesiru a poté dějiny na Fakultě jazyka, historie a geografie Ankarské univerzity. Absolvoval v roce 1940. Titul Ph.D. získal v roce 1943. Jeho dizertační práce byla věnována bulharské otázce v pozdním období Osmanské říše. Poté se stal na univerzitě asistentem, v roce 1952 byl jmenován profesorem. V letech 1972–1993 učil osmanskou historii na Chicagské univerzitě. V roce 1994 se vrátil do Turecka a založil katedru historie na Bilkent Üniversitesi v Ankaře. Byl členem Srbské akademie věd a umění a také členem správní rady Institutu tureckých studií ve Spojených státech.